# Петрово (Свердловская область)
Петрово — деревня в Туринском городском округе Свердловской области России.

## Географическое положение
Петрово расположено в 27 километрах к юго-юго-востоку от города Туринска (по дорогам в 32 километрах), на правом берегу реки Туры. В 1,5 километрах к западу от деревни проходит автодорога Туринск — Туринская Слобода.

## Население
| 2002 | 2010 | 2021 |
| ---- | ---- | ---- |
| 187  | ↘147 | ↘106 |